# Ocotea albigemma
Ocotea albigemma är en lagerväxtart som beskrevs av C. K. Allen. Ocotea albigemma ingår i släktet Ocotea och familjen lagerväxter. Inga underarter finns listade i Catalogue of Life.